# Lejeune Mbella Mbella
Pour les articles homonymes, voir Mbella.
Lejeune Mbella Mbella, né le 9 juillet 1949 à Nkongsamba, est un homme politique camerounais, ministre des Relations extérieures du Cameroun depuis le 2 octobre 2015. Il fut, jusqu'à sa nomination, ambassadeur extraordinaire et plénipotentiaire du Cameroun en France avec résidence à Paris.

## Biographie

### Famille
Lejeune Mbella Mbella, né le 9 juillet 1949 à Nkongsamba, dans le Moungo, est originaire d’Ebone, à 10 kilomètres de Nkongsamba. Il est marié et père de quatre enfants.

## Études
Études post universitaires sanctionnées par un doctorat en relations internationales (option sciences politiques).

## Politique
Diplomate de carrière au grade de ministre Plénipotentiaire de classe hors échelon. Carrière administrative et diplomatique commencée en 1976. 
Fonctions occupées :
| N° | Année     | Fonction |
| -- | --------- | --- |
|    | 1976      | Cadre de la Direction des Archives nationales (présidence de la République)                                                                                       |
|    | 1980-1986 | Deuxième puis premier secrétaire, ambassade du Cameroun à Ottawa                                                                                                  |
|    | 1986-1993 | Conseiller politique, ambassade du Cameroun en France |
|    | 1993-1997 | Consul du Cameroun à Marseille |
|    | 1997-2002 | Directeur de la francophonie au ministère des Relations extérieures du Cameroun – Yaoundé                                                                         |
|    | 2002-2006 | Ambassadeur extraordinaire et plénipotentiaire du Cameroun au Japon et en République de Corée, avec résidence à Tokyo                                             |
|    | 2006-2015 | Ambassadeur extraordinaire et plénipotentiaire du Cameroun en France et au Portugal (2006- 2015), cumulativement ambassadeur délégué permanent auprès de l’UNESCO |

- Représentant personnel du chef de l'État du Cameroun au Conseil permanent de la francophonie
- Ministre des Relations Extérieures du Cameroun depuis le 2 octobre 2015

## Activités de coopération multilatérale
Participation au sein de la délégation camerounaise à différentes conférences internationales, notamment :
- Session du conseil exécutif et de la conférence générale de l’UNESCO : 1986-1991, 2006-2015
- Sommets et conférences de la francophonie : 1997-2001, 2008, 2010, 2012, 2014
- Session de l’Assemblée générale des Nations unies : 2000-2001, 2008, 2010, 2013
- Congrès mondial de l'Eau à Kyoto : Mars 2003
- Conférence internationale sur la lutte contre la corruption et la sauvegarde de l'intégrité (Corée) : mai 2003
- Sommet des chefs d'État et de gouvernement de TICAD III, Tokyo (Japon), Septembre 2003
- Exposition universelle à Alchi (Japon) : 2005
- Sessions du conseil exécutif du Conseil international des bois tropicaux (OIBT) à Yokohama (Japon) : 2002-2006
- Porte-parole du groupe africain au sein de l’OIBT
- Président du groupe des ambassadeurs africains auprès de l'UNESCO en 2015

## Décorations et Distinctions
- Grand officier de l'ordre de la Valeur (Cameroun)
- Chevalier, puis commandeur de l'ordre de la Pléiade (Francophonie)